# Thường An Công chúa
Thường An Công chúa (chữ Hán: 常安公主; 1536 - 1549), Công chúa nhà Minh, là Hoàng trưởng nữ của Minh Thế Tông Chu Hậu Thông.
Thường An Công chúa sinh ngày Mậu Tuất tháng 8 năm Gia Tĩnh thứ 15, mẹ là Tào Đoan phi. Đến ngày 15 tháng 9 thì được Minh Thế Tông ban tên là Chu Thọ Anh (朱壽媖). Đến 14 tuổi thì tạ thế vào tháng 7 năm Gia Tĩnh thứ 28, khi vẫn chưa hạ giá, có lẽ là do ám ảnh bởi cái chết của mẹ do thông đồng trong vụ Nhâm Dần cung biến (壬寅宮變). Minh Thế Tông đã bãi triều một ngày, ban chiếu cử hành tang lễ như với Quy Thiện Công chúa, Hoàng tứ nữ của ông, an táng tại Kim Sơn.